# Aptitude
aptitude — оболочка для Advanced Packaging Tool (APT), части системы управления пакетами в операционной системе Debian и её производных. Имеет графический интерфейс (GTK), псевдографический и интерфейс командной строки.

## Дополнительные функции
aptitude содержит встроенную игру «Сапёр» и пасхальное яйцо о коровах а-ля apt-get.
Если запустить aptitude moo, то в ответ пользователь получит утверждение, что в данной программе нет пасхальных яиц. Однако, если запустить aptitude -v moo, затем aptitude -vv moo и так далее, пользователь увидит несколько предложений уйти, но в конце концов всё же увидит картинку.
Одно из встроенных «пасхальных яиц» является отсылкой к повести-сказке Антуана де Сент-Экзюпери «Ма́ленький принц».